# Уничтожение Хатыни
Уничтожение Хаты́ни — акция 22 марта 1943 года, проведённая карательным отрядом (118-й батальон шуцманшафта и особый батальон СС «Дирлевангер») из мести за убийство нескольких немецких военнослужащих окрестными партизанами: в соответствии с принципом коллективного наказания 149 жителей Хатыни (в том числе 75 детей) были сожжены заживо или расстреляны за возможное оказание жителями деревни помощи этим партизанам.
В 1969 году на месте деревни был открыт мемориальный комплекс «Хатынь», как символ и в память о массовом уничтожении нацистами и коллаборационистами мирного населения на оккупированной территории СССР.

## Предыстория
В ночь с 21 на 22 марта 1943 года в Хатыни заночевали партизаны из партизанской бригады «Дяди Васи» (Василия Воронянского). Утром 22 марта они ушли в сторону Плещениц. Одновременно из Плещениц им навстречу в направлении Логойска выехала легковая автомашина в сопровождении двух грузовиков с карателями из 118-го батальона шуцманшафта 201-й немецкой охранной дивизии (в батальоне служили преимущественно этнические украинцы, но также много русских, белорусов и представителей других национальностей).

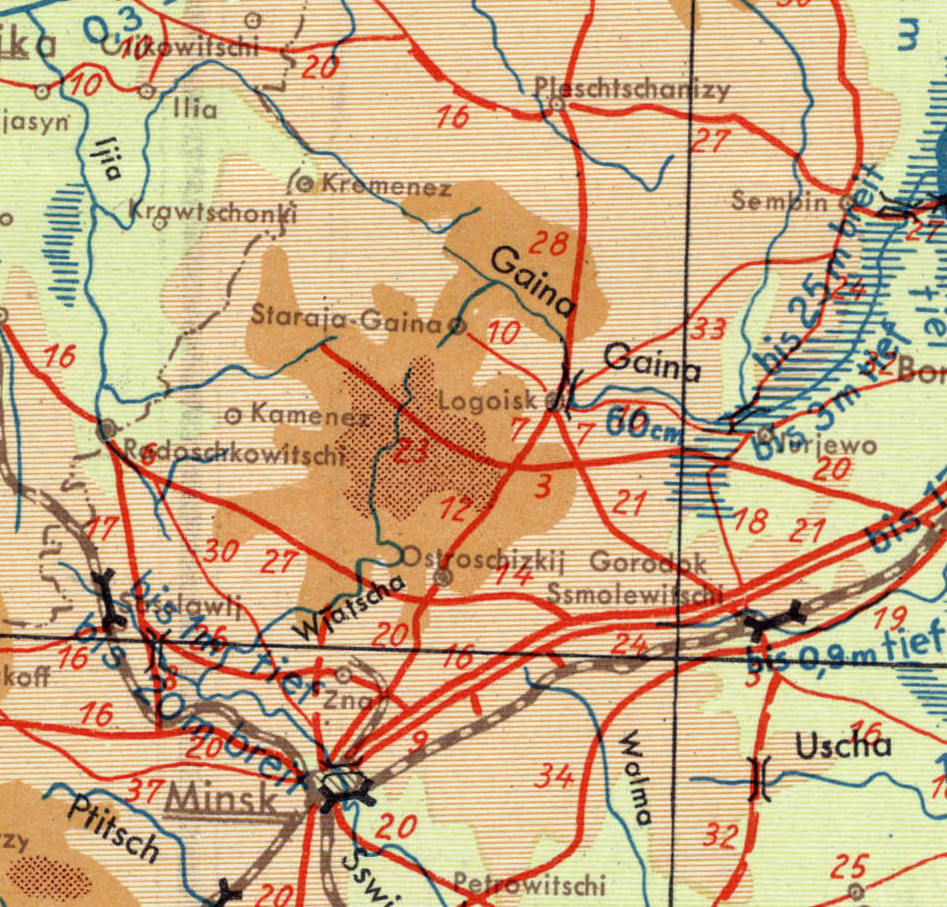
Фрагмент немецкой карты 1941 года, регион к северу от Минска. На нём изображена дорога Плещеницы—Логойск

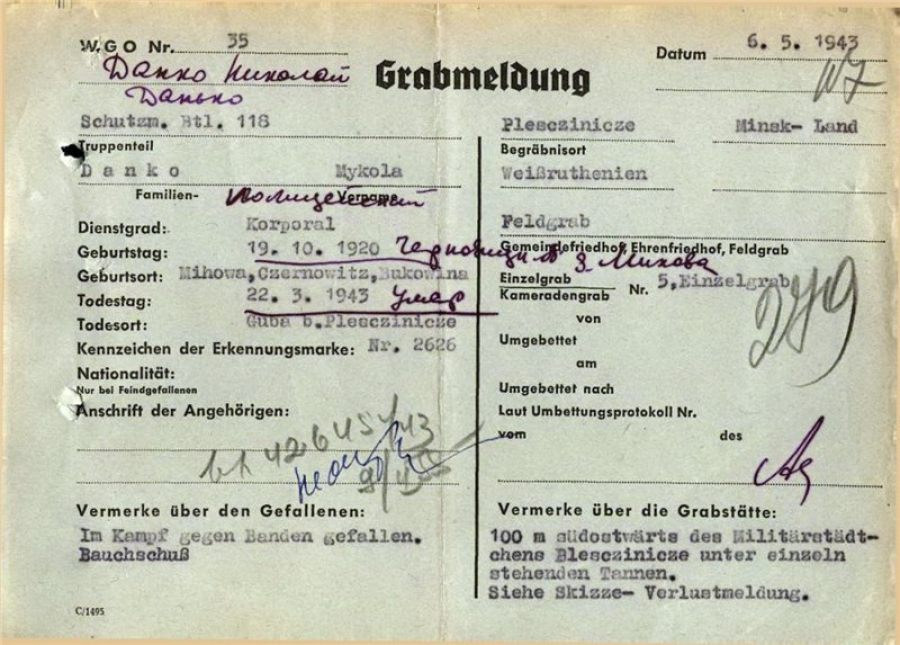
Свидетельство о смерти Николая Данько, рядового из украинского 118-го батальона шуцманшафта. Убит партизанами 22 марта 1943 года в Беларуси, на дороге Логойск-Плещеницы вместе с Хансом Вёльке и ещё одним полицаем

Гитлеровцы были взбешены гибелью Ханса Вёльке, который в 1936 году стал чемпионом Олимпийских игр в толкании ядра и был лично знаком с Гитлером. Они стали прочёсывать лес в поисках партизан и во второй половине дня 22 марта 1943 года окружили деревню Хатынь.

## 118-й шуцманшафт-батальон
Формирование 118-го и 115-го шуцманшафт батальонов началось в Киеве весной 1942 года преимущественно из пленных бойцов РККА, содержавшихся в киевском и окрестных лагерях военнопленных. Одна из рот 118-го батальона была сформирована из военных 115-го шуцманшафт батальона. Операция проводилась под руководством специального подразделения СС зондербатальона «Дирлевангер» (нем. "SS-Sonderregiment Dirlewanger"). Командовал батальоном бывший польский майор Константин Смовский, начальник штаба — бывший старший лейтенант Красной Армии Григорий Васюра, командир взвода — бывший лейтенант Красной Армии Василий Мелешко. Немецким «шефом» 118-го вспомогательного батальона был майор полиции Эрих Кёрнер.
Батальон участвовал и в других операциях. 13 мая Васюра возглавлял боевые действия против партизан в районе села Дальковичи. 27 мая батальон проводит карательную операцию в селе Осови, где были расстреляны 78 человек. Далее последовала карательная операция «Коттбус» на территории Минской и Витебской областей — расправа над жителями сёл возле Вилейки — Маковье и Уборок, расстрел 50 евреев у села Каминская Слобода. За успешное выполнение поставленных задач гитлеровцы присвоили Васюре звание лейтенанта и наградили двумя медалями.

## Ход событий

Ванда Яскевич — одна из 149 сожжённых жителей Хатыни

Жители деревни ничего не знали об утреннем инциденте, в ответ на который был применён принцип общего коллективного наказания, нарушающий все правила и обычаи ведения войны.
По приказу Эриха Кёрнера и под непосредственным руководством Васюры полицейские согнали всё население Хатыни в колхозный сарай и заперли в нём. Тех, кто пытался убежать, убивали на месте. Среди жителей деревни были многодетные семьи: так, например, в семье Иосифа и Анны Барановских было девять детей, в семье Александра и Александры Новицких — семеро. В сарае заперли также Антона Кункевича из деревни Юрковичи и Кристину Слонскую из деревни Камено, которые оказались в это время в Хатыни. Сарай обложили соломой, облили бензином, переводчик-полицейский Лукович поджёг его.
Деревянный сарай быстро загорелся. Под напором десятков человеческих тел не выдержали и рухнули двери. В горящей одежде, охваченные ужасом, задыхаясь, люди бросились бежать; но тех, кто вырывался из пламени, расстреливали из пулемётов, автоматов и винтовок. Приказ открыть огонь отдали Кёрнер, Смовский и Васюра. Стрельба прекратилась лишь тогда, когда затихли крики и стоны и обвалилась крыша сарая.

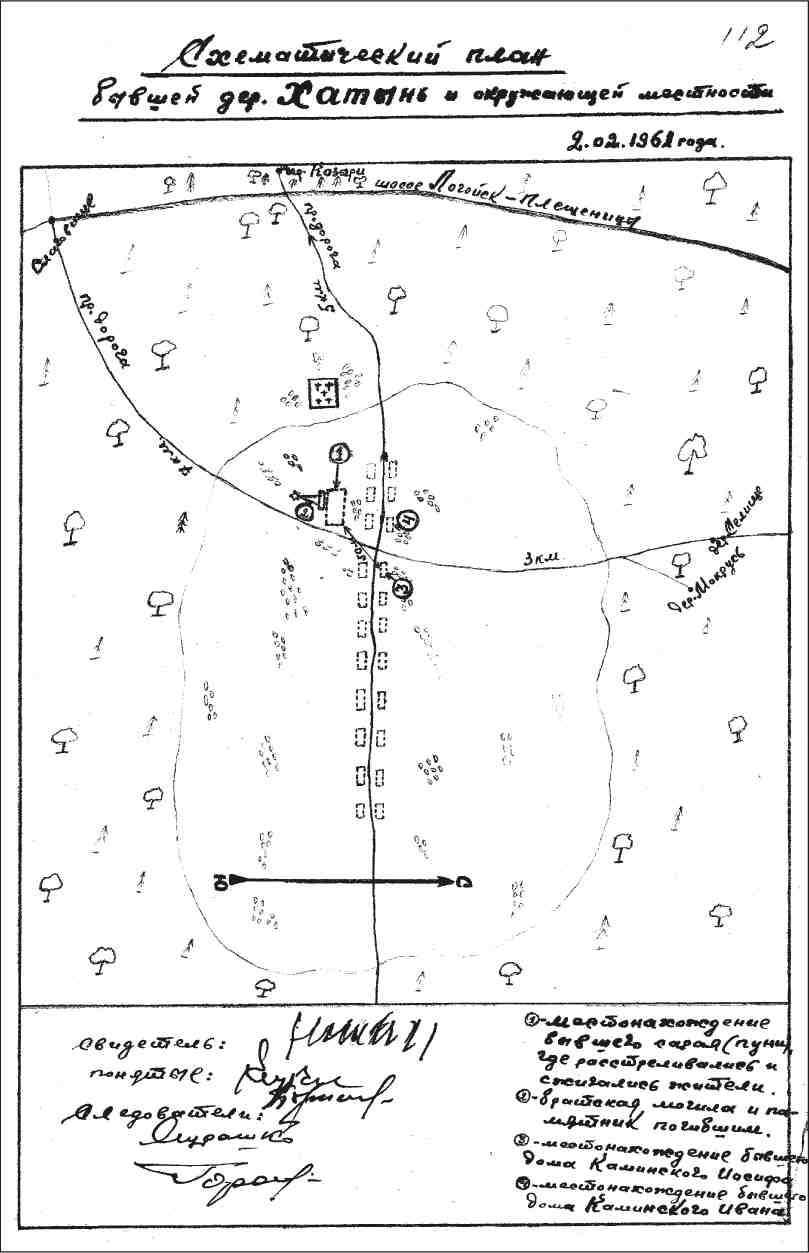
Схематический план бывшей деревни Хатынь и окружающей местности. Из уголовного дела о массовом убийстве жителей деревни

В огне сгорели 149 жителей деревни, из них 75 детей младше 16 лет. Спастись тогда удалось двум девушкам — Марии Федорович и Юлии Климович, которые чудом смогли выбраться из горящего сарая и доползти до леса, где их подобрали жители деревни Хворостени Каменского сельсовета (позднее и эта деревня была сожжена оккупантами, и обе девушки погибли). Сама деревня была уничтожена полностью.
Из находившихся в сарае детей в живых остались семилетний Виктор Желобкович и двенадцатилетний Антон Барановский. Витя спрятался под телом своей матери, которая прикрыла сына собой; ребёнок, раненный в руку, пролежал под трупом матери до ухода карателей из деревни. Антон Барановский был ранен в ногу пулей, и эсэсовцы приняли его за мёртвого. Обгоревших, израненных детей подобрали и выходили жители соседних деревень. После войны дети воспитывались в детском доме. Ещё троим — Володе Яскевичу, его сестре Соне и Саше Желобковичу — также удалось скрыться от нацистов.
Из взрослых жителей деревни выжил лишь 56-летний деревенский кузнец Иосиф Иосифович Каминский (1887—1973). Обгоревший и раненый, он пришёл в сознание лишь поздно ночью, когда карательные отряды покинули деревню. Ему пришлось пережить ещё один тяжкий удар: среди трупов односельчан он нашёл своего сына Адама. Мальчик был смертельно ранен в живот, получил сильные ожоги. Он скончался на руках у отца. Иосиф Каминский с сыном Адамом послужили прототипами знаменитого памятника в мемориальном комплексе.

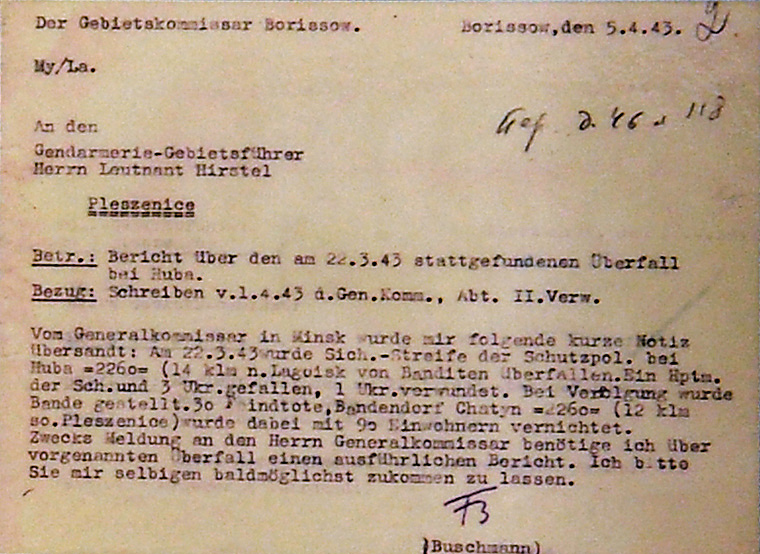
Документ оккупационной администрации от 5 апреля 1943 года, который содержит сообщение об убийстве 90 жителей Хатыни и уничтожении деревни

Одному из выживших жителей Хатыни — Антону Барановскому — 22 марта 1943 года было 12 лет. Он никогда не скрывал правду о событиях в Хатыни, открыто об этом говорил, знал имена многих полицаев, сжигавших людей. В декабре 1969 года — через 5 месяцев после открытия мемориального комплекса — Антон погиб при невыясненных обстоятельствах.
Последний свидетель сожжения Хатыни, Виктор Желобкович, скончался в 2020 году.
Версию событий с рядом отличий опубликовал в 2012 году украинский историк Иван Дерейко в монографии (подлинность источников версии уточнить) «Місцеві формування німецької армії та поліції у Райхскомісаріаті „Україна“ (1941—1944 роки)». Он пишет, что 118-й полицейский батальон после нападения отряда «Народные мстители» атаковал деревню, где вместо отхода в лес по неизвестной причине решили закрепиться партизаны. В результате штурма деревни было убито 30 партизан и некоторое число мирных жителей, ещё около 20 человек были захвачены в плен. Само же село с оставшимися жителями после боя по приказу обергруппенфюрера Курта фон Готтберга было сожжено Особым батальоном СС под командованием Дирлевангера.

## Исполнители
Список исполнителей:
«118-й шуцманшафт-батальон»
- командиры: майор Эрих Кёрнер, майор Константин Смовский[укр.][14], майор Иван Шудря;
- начальник штаба: Григорий Васюра;
- командиры рот: обер-лейтенант Герман, Николай Франчук, Иосиф Винницкий[15], Иван Нарадько;
- взводные: лейтенант Василий Мелешко, лейтенант Пасичнык, Дмитрий Гнатенко, Михаил Славутенко;
- рядовой состав: капрал-пулемётчик Иван Козынченко, рядовые Василий Лещенко, Григорий Спивак, Степан Сахно, Остап Кнап, Тимофей Топчий, Иван Петричук, Владимир Катрюк, Григорий Лакуста, Степан Лукович, Иван Иванкив, Иван Слижук, Семён Щербань, Георгий Субботин, Жора Ильчук, Василий Филиппов, Иван Строкач, Михаил Курка, Иван Лозинский, Юрий Швейко, Павел Поляков, Николай Савченко, Пётр Билык, Павел Кремлёв, Сергей Солоп, Сергей Мышак, Савелий Хренов, Николай Гурский, Андрей Власенко, Василий Заяц, Николай Звирь, Павел Ваврин, Михаил Дякун, Михаил Темечко, Дмитрий Ныкля, Николай Каленчук и его брат, Григорий Думыч, Иван Кушнир, Григорий Титоренко, Николай Пыпа, Пётр Дзеба, Иван Василенко, Савко, Почапский, Михаил Бардыш, Павел Вус, Иван Варламов, Панкив, Кмит, Харченко, Лютык, Шумейко, Котов, Кипран, Пинчук, Шульга, Юращук, Сторожук, Унгурян, Абдуллаев, Набережный, Семенюк, Бескандеров, Литвин, Горецкий, Егоров, Погорецкий, Полевский, Дедовский.

Батальон СС «Дирлевангер»
- командир роты: Иван Мельниченко
- рядовой состав: Алексей Стопченко, Василий Зайвый, Феодосий Грабаровский, Иван Пугачёв, Иван Тупига, Алексей Юрченко, Леонид Сахно, Василий Ялынский, Михаил Майданов, Александр Радковский, Степан Шинкевич, Мефодий Багрий, Пётр Терещук, Иван Терещенко, Пётр Уманец, Пётр Гудков, Николай Шаповалов, Николай Рожков, Андрей Садон, Степан Слободяник, Афанасий Иванов, Иван Голтвяник, Иван Петренко, Павел Романенко, Г. А. Кириенко, М. А. Мироненков, Слынько, Долоко, Непоп, Хлань, Евчик, Мохнач, Сурков, Сотник, Примак, Макеев, Коваленко, Зозуля, Бакута, Годинов, Рогико.

В советское время факт участия коллаборационистов в преступлении в Хатыни замалчивался. Первые секретари ЦК КП Украины Владимир Щербицкий и КП Белоруссии Николай Слюньков обратились в Центральный комитет партии с просьбой не разглашать сведения об участии украинцев и русских — бывших советских военнослужащих в зверском убийстве мирных жителей деревни. К просьбе отнеслись с «пониманием».

## Судьбы карателей
Уничтожение Хатыни фигурировало (в числе других обвинений) на Рижском судебном процессе 1946 года. 31 января 1946 года подсудимый генерал-майор Брюно Павель (в 1943 году он был начальником главной полевой комендатуры в Минске) сообщил суду, что он, Павель, приказал сжечь дотла деревни Хатынь и Лошадинец. В том же судебном заседании был оглашён акт Плещенской районной комиссии «о сожжении деревни Хатынь, где в огне погибло 57 мирных жителей, которых немцы заперли в сарай и сожгли там живыми». По итогам Рижского судебного процесса Павель был осуждён и повешен в Риге 3 февраля 1946 года.
Иван Мельниченко, командир роты штрафбатальона «Дирлевангер», до февраля 1945 года скрывался в Мурманской области, потом вернулся на Украину. Промышлял воровством, убил сотрудника Рокитнянского райотдела НКВД. Явился с повинной, в августе 1945 его отправили в Черниговскую область, во время перевозки по железной дороге совершил побег. Был застрелен при задержании 26 февраля 1946 года.
В 1961 году в Минске предстали перед судом и были приговорены к смертной казни Грабаровский, Стопченко, Тупига, Кириенко, Шинкевич, Ялынский, Радковский, Майданов, Сахно, Пугачёв и Зайвый, служившие в батальоне Дирлевангера. Выяснилось, что рядовые Уманец и Мироненков не принимали непосредственного участия в расправе над жителями деревни, но их также казнили за совершение других преступлений.

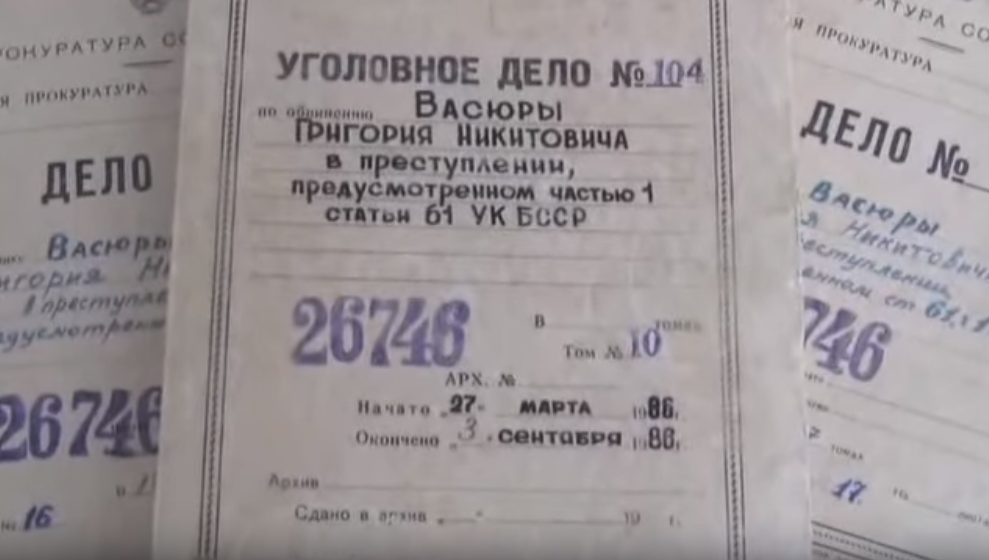
Уголовное дело № 104 управления КГБ Гродненской области против Григория Васюры

Следственным органам КГБ в начале 1970-х удалось разоблачить рядового 118-го шуцманшафт-батальона Степана Сахно, осевшего после войны в Куйбышеве и выдававшего себя за фронтовика. Его показания после поимки помогли выйти на след других карателей из этого подразделения. Григория Лакусту арестовали в Донецке в 1972 году. При аресте, отвечая на вопрос о деятельности в Беларуси, он глубоко выдохнул: «Я вас столько ждал…». Жена утверждала, что, когда по телевизору показывали кадры зверств нацистов, он бледнел и на несколько часов уходил из дома. В начале 1974 года перед судом города Гродно предстали Степан Сахно, Григорий Лакуста, Остап Кнап, Михаил Курка и Иван Лозинский. Заседание длилось почти месяц. Было опрошено около 30 свидетелей. Осматривались вещественные доказательства и документы, проводились экспертизы. Было доказано, что именно подсудимые сжигали и расстреливали жителей деревни Хатынь, повинны в гибели сотен мирных граждан. Сахно приговорён к 25 годам лишения свободы.
Материалы судебного дела позволили разоблачить командира взвода батальона Василия Мелешко. Ранее он уже был судим за коллаборационизм, но службу в 118-м шуцманшафт-батальоне скрывал. После амнистии в 1955 году поселился в Ростовской области, стал главным агрономом колхоза. Арестован в сентябре 1974 года. Гродненским судом был приговорён к расстрелу, приговор приведён в исполнение в 1975 году.

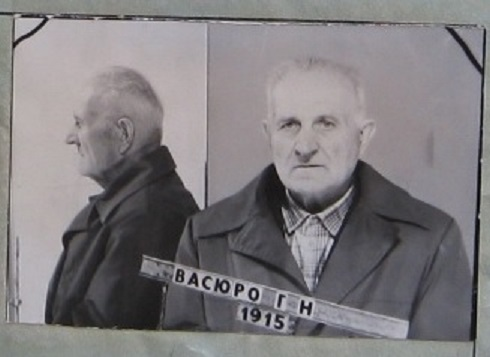
Фото Григория Васюры из его уголовного дела

Григорий Васюра после службы в Беларуси продолжил службу в 76-м ваффен-гренадерском полку. По окончании войны Васюре в фильтрационном лагере удалось замести свои следы. Только в 1952 году за сотрудничество с оккупантами во время войны трибунал Киевского военного округа приговорил его к 25 годам лишения свободы. В то время о его карательной деятельности ничего не было известно. 17 сентября 1955 года Президиум Верховного Совета СССР принял Указ «Про амнистию советских граждан, которые сотрудничали с оккупантами во время войны 1941—1945», и Васюра вышел на свободу. Вернулся к себе на Черкасчину.
Сотрудники КГБ позднее нашли и снова арестовали преступника. К тому времени он работал заместителем директора одного из совхозов на Киевщине, в апреле 1984 был награждён медалью «Ветеран труда», каждый год пионеры поздравляли его с 9 мая. Очень любил выступать перед пионерами в образе ветерана войны, фронтовика-связиста, и даже именовался почётным курсантом Киевского высшего военного инженерного дважды Краснознамённого училища связи имени М. И. Калинина — того, что окончил до войны.
Вопрос прокурора: «Судя по анкетам, большинство ваших подчинённых до этого служили в Красной Армии, прошли через немецкий плен, их нет нужды водить за ручку?»
Васюра: «Да, служили. Но это была шайка бандитов, для которых главное — грабить и пьянствовать. Возьмите комвзвода Мелешку — кадровый советский офицер и форменный садист, буквально шалел от запаха крови. Повар Мышак рвался на все операции, чтобы позверствовать и пограбить. Ничем не брезговали командир отделения Лакуста и писарь Филиппов. Переводчик Лукович истязал людей на допросах, насиловал женщин. Все они были мерзавцы из мерзавцев. Я их ненавидел!».

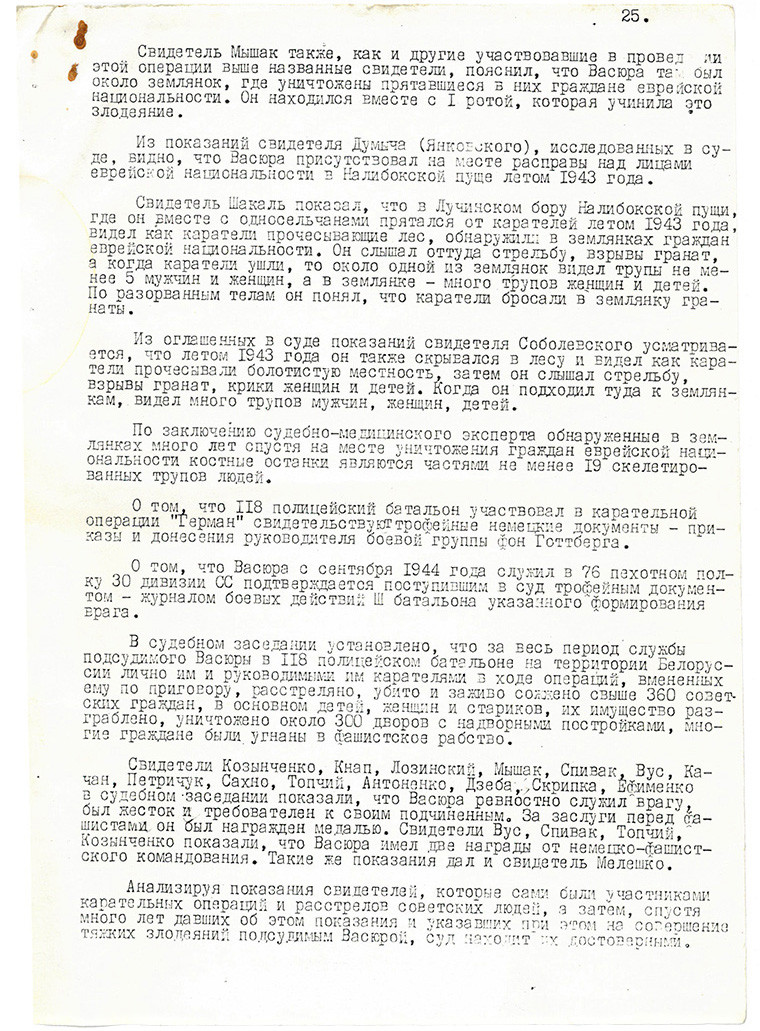
Страница из смертного приговора хатынскому палачу Васюре

В ноябре-декабре 1986 года в Минске состоялся процесс над Григорием Васюрой. Во время суда (дело № 104 объёмом в 14 томов) было установлено, что им лично было уничтожено более 360 мирных жителей: женщин, стариков, детей. Решением военного трибунала Белорусского военного округа Григорий Васюра признан виновным и приговорён к расстрелу.
Командир 118-го батальона Константин Смовский после войны был активным деятелем эмигрантских организаций, к ответственности не привлекался; умер в Миннеаполисе, США. Иван Слижук после войны являлся активным членом оуновской эмиграции, умер в Лионе в 1994 году. Благополучно доживал свой век и Иосиф Винницкий, был деятелем украинской диаспоры в Канаде, умер в Монреале.
На 2015 год единственным оставшимся в живых известным членом 118-го батальона был Владимир Катрюк, с 1951 года проживавший в Канаде. В 1999 году Канада лишила его гражданства после того, как вскрылись изобличавшие его в военных преступлениях сведения, но в ноябре 2010 года суд вернул ему канадское гражданство. В мае 2015 года против Владимира Катрюка возбудил уголовное дело Следственный комитет России по статье 357 УК РФ («Геноцид»), но Канада отказала России в выдаче Катрюка. В том же месяце Катрюк скончался в Канаде.
В Беларуси в 2024 году Верховный Суд рассмотрел уголовные дела в отношении Владимира Катрюка и Константина Смовского по статье 127 Уголовного кодекса Республики Беларусь (геноцид). Оба признаны виновными. В соответствии со статьёй 46824 Уголовно-процессуального кодекса Республики Беларусь в связи со смертью виновных обвинительные приговоры постановлены без назначения наказания.

В Беларуси в августе 2025 года уголовное дело в отношении умершего в 1997 году Винницкого Осипа Корнило, 1915 года рождения, командира первой роты 118-го батальона охранной полиции, обвиняемого в совершении преступления, предусмотренного статьёй 127 Уголовного кодекса Республики Беларусь (геноцид), направлено в Верховный Суд. 
В годы Великой Отечественной войны Винницкий был участником организации украинских националистов и военизированного формирования «Буковинский курень», которое осенью 1942-го вошло в состав 118-го батальона охранной полиции. Был командиром первой роты 118-го полицейского батальона, который во время оккупации БССР проводил карательные операции на территории Минской, Витебской и Гродненской областей. В уголовном деле есть данные о том, что Винницкий принимал участие в сожжении белорусской деревни Хатынь. Винницкий обвиняется в том, что умышленно лишил жизни более 400 человек, из которых более 140 были детьми. 

## Легенды и мифы
В настоящее время вопрос участия украинских коллаборационистов в военных преступлениях, в частности в Хатыни, стал активно освещаться в разных СМИ. Полицаев из 118-го батальона, уничтоживших Хатынь, часто сравнивают с представителями украинского националистического подполья. Спекуляции на эту тему время от времени появлялись в постсоветской печати, в высказываниях некоторых политиков. Первый подробный репортаж о коллаборационистах появился только 10 ноября 1990 года, когда главная московская газета «Рабочая трибуна» вышла со статьёй-передовицей «Неизвестная Хатынь». Данная публикация, с одной стороны, справедливо разоблачала советскую версию о привлечении исключительно немецких оккупантов, но с другой — переводила ответственность на бандеровцев. Через две недели белорусская газета «Во славу Родины» напечатала интервью с Виктором Глазковым, подполковником запаса и судьёй по делу Васюры. Последний заявил о безосновательности обвинений в адрес ОУН:

«Вешать Хатынь на бандеровцев тоже нельзя. Это было бы вопреки исторической правде. Хатынь сожгли каратели 118-го полицейского батальона. Так, большинство полицейских происходило из Украины, и само подразделение было сформировано в Киеве. Но это были не националисты, а обычные предатели, зверства их не имеют границ. Но родились и выросли они в нашей стране, и вскормила их наша земля».
Председатель Прогрессивно-социалистической партии Украины Наталия Витренко в своё время также заявила, что Хатынь якобы сожгли солдаты Украинской повстанческой армии, и поименно назвала «националистов-карателей», указывая на их «воинские звания в УПА»: «Куринной Смовский, господин капитан Васюра, взводный Мелешко», хотя ни один из перечисленных не был членом Организации украинских националистов и не служил в УПА. Некоторые ложные утверждения попали также в научные публикации. Так, в книге «карательные акции в Беларуси» утверждалось, что в уничтожении Хатыни якобы участвовал батальон «Нахтигаль» во главе с Романом Шухевичем, который, впрочем, расформировали ещё в 1941 году.
27 марта 2014 года президент Беларуси Александр Лукашенко в эфире 1 канала заявил, что в сожжении Хатыни принимала участие Украинская повстанческая армия. 28 марта 2014 года на YouTube был загружен фильм «Позорная тайна Хатыни», который выпустила ещё в 2008 г. российская компания «Супер Реалити» по заказу Единой телерадиовещательной системы Вооружённых сил РФ. Как отмечают исследователи, цель фильма была направлена на максимальное отождествление сотрудников карательного подразделения с бандеровцами. Подобную риторику повторил министр культуры РФ Владимир Мединский в картине российского журналиста Аркадия Мамонтова «Бандеровцы: палачи героями не бывают». Российский учёный Михаил Кобрин ошибочно пишет, что 118-й батальон состоял в основном из этнических белорусов.
Хотя в состав 118-го батальона действительно входили отдельные участники Буковинского куреня, связанного с ОУН-мельниковцами, однако, как отмечает кандидат политических наук Михаил Басараб, эти случаи не позволяют дискредитировать все украинское националистическое движение сопротивления, так же как злодеяния некоторых советских солдат не свидетельствуют о преступной сущности всей Красной армии. По его мнению, «нельзя всех равнять под одну линейку, нельзя выдергивать отдельные факты для обливания грязью сотен тысяч, а то и миллионов, невинных борцов и жертв».

## Мемориальный комплекс «Хатынь»
В память сотен белорусских деревень, уничтоженных нацистами в годы Великой Отечественной войны, в январе 1966 года было принято решение о создании в Логойском районе мемориального комплекса «Хатынь». В марте 1967 года был объявлен конкурс на создание проекта мемориала. В конкурсе победил коллектив архитекторов Ю. Градова, В. Занковича, Л. Левина, скульптора, народного художника БССР С. Селиханова. Торжественное открытие мемориального комплекса «Хатынь» состоялось 5 июля 1969 года.
Мемориальный архитектурно-скульптурный комплекс занимает площадь около 50 га. В центре композиции мемориала находится шестиметровая бронзовая скульптура мужчины «Непокорённый человек» с мёртвым ребёнком на руках. Рядом сомкнутые гранитные плиты, символизирующие крышу сарая, в котором были сожжены жители деревни. На братской могиле из белого мрамора — Венец памяти. На нём — наказ погибших живым:
Люди добрые, помните:
любили мы жизнь, и Родину нашу, и вас, дорогие.
Мы сгорели живыми в огне.
Наша просьба ко всем:
пусть скорбь и печаль обернутся в мужество ваше и силу,
чтобы смогли вы утвердить навечно мир и покой на земле.
Чтобы отныне нигде и никогда в вихре пожаров жизнь не умирала!
На обратной стороне Венца памяти — ответ живых погибшим:
Родные вы наши.
Головы в скорби великой склонив, стоим перед вами.
Вы не покорились фашистским убийцам в черные дни лихолетья.
Вы приняли смерть, но пламя любви вашей к Родине нашей Советской вовек не погаснет.
Память о вас в народе бессмертна, как вечна земля и вечно яркое солнце над нею!

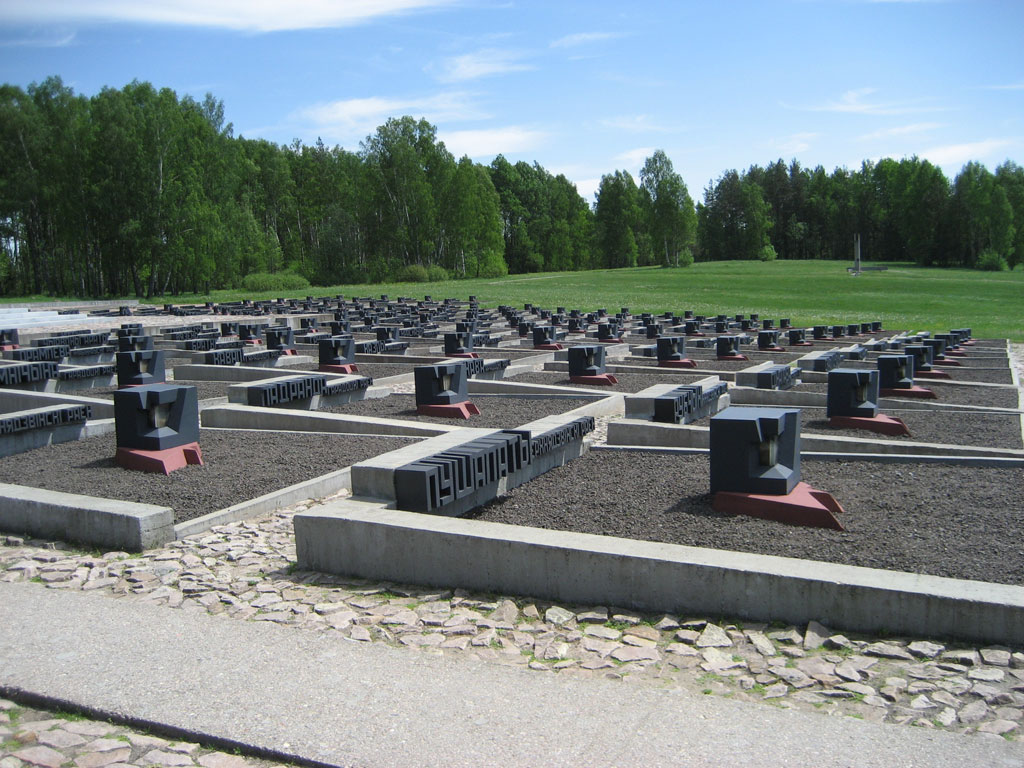
«Кладбище деревень»

Бывшая улица деревни выложена серыми, под цвет пепла, железобетонными плитами. В тех местах, где когда-то стояли дома, поставлено 26 символических бетонных нижних венцов срубов и столько же обелисков, напоминающих печные трубы, опалённые огнём. Перед каждым из сожжённых домов установлена открытая калитка как символ гостеприимства жителей деревни. На трубах-обелисках — бронзовые таблички с именами тех, кто здесь родился и жил. Сверху каждого обелиска — печально звенящий колокол. Колокола звонят одновременно каждые 30 секунд.
На территории комплекса находится единственное в мире «Кладбище деревень» — 185 могил, каждая из которых символизирует одну из невозрождённых белорусских деревень, сожжённых вместе с населением (186-я невозрождённая деревня — это сама Хатынь). Одна из таких деревень — Шуневка. Могила каждой деревни представляет собой символическое пепелище, в центре которого расположен пьедестал в виде языка пламени — символ того, что деревня была сожжена. В траурной урне хранится земля деревни. На могиле написаны название деревни и название района, в котором стояла деревня.
Ещё один мемориальный элемент комплекса — «символические деревья жизни», на ветвях которых в алфавитном порядке перечислены названия 433 белорусских деревень, которые были уничтожены оккупантами вместе с жителями, но восстановлены после войны.
Мемориальный элемент «Стена памяти» включает мемориальные плиты с названиями свыше 260 лагерей смерти и мест массового уничтожения людей на территории Беларуси.
На территории мемориала также находится мемориальный элемент «Вечный огонь». На квадратном траурном постаменте в трёх углах расположены три берёзки. Вместо четвёртой горит вечный огонь — в память о каждом четвёртом погибшем жителе Беларуси.
Мемориальный комплекс «Хатынь» включён в государственный список историко-культурного наследия. В 2004 и 2022 годах были проведены реконструкции комплекса.

## Причины мемориализации Хатыни
Как полагает ряд исследователей, причина выбора именно Хатыни — одного из 9200 белорусских сел, уничтоженных нацистами, для организации мемориала в 1969 году связана с созвучием топонима с названием Катыни, очень явственным в латинской транскрипции (Khatyn и Katyn), так как обвинения в массовом убийстве польских пленных в Катынском лесу доставляли большие репутационные неудобства СССР на международной арене. Когда президент США Никсон в 1974 году посетил СССР, его отвезли в Хатынь. Почувствовав, что Советский Союз использовал визит в пропагандистских целях, газета New York Times сообщила об этом под шапкой: «Никсон видит Хатынь, советский мемориал, а не Катынский лес».

## Галерея

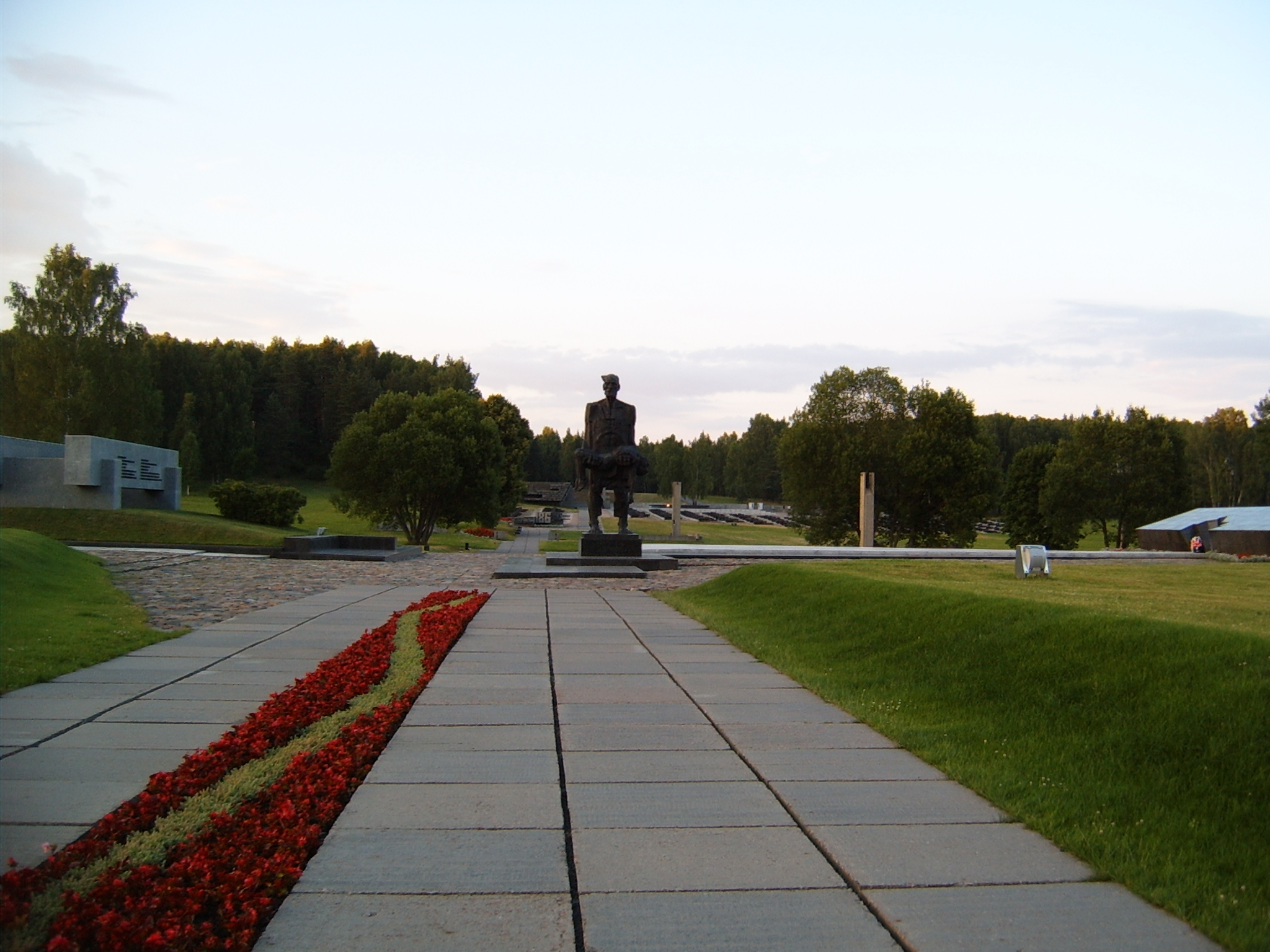
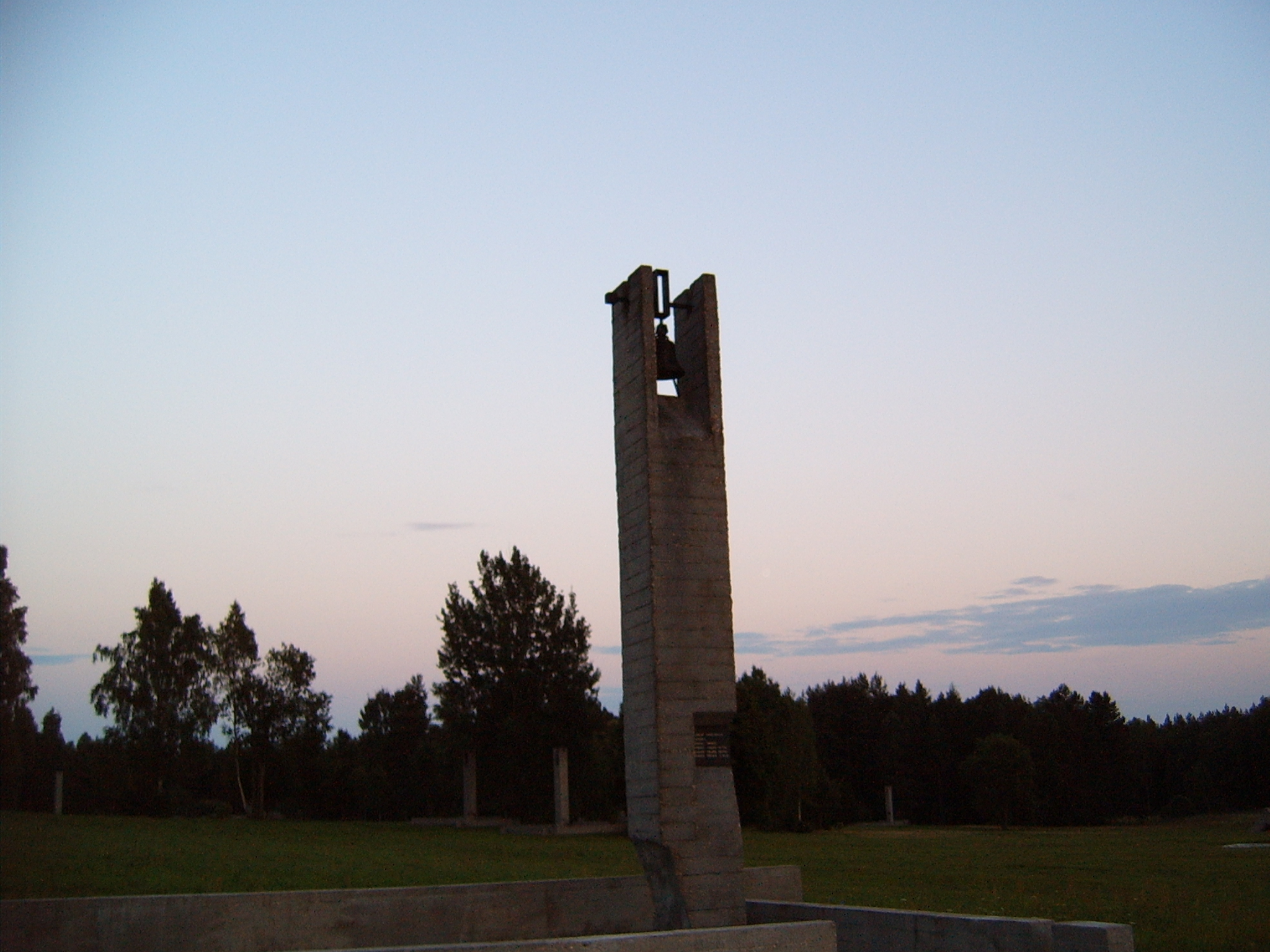
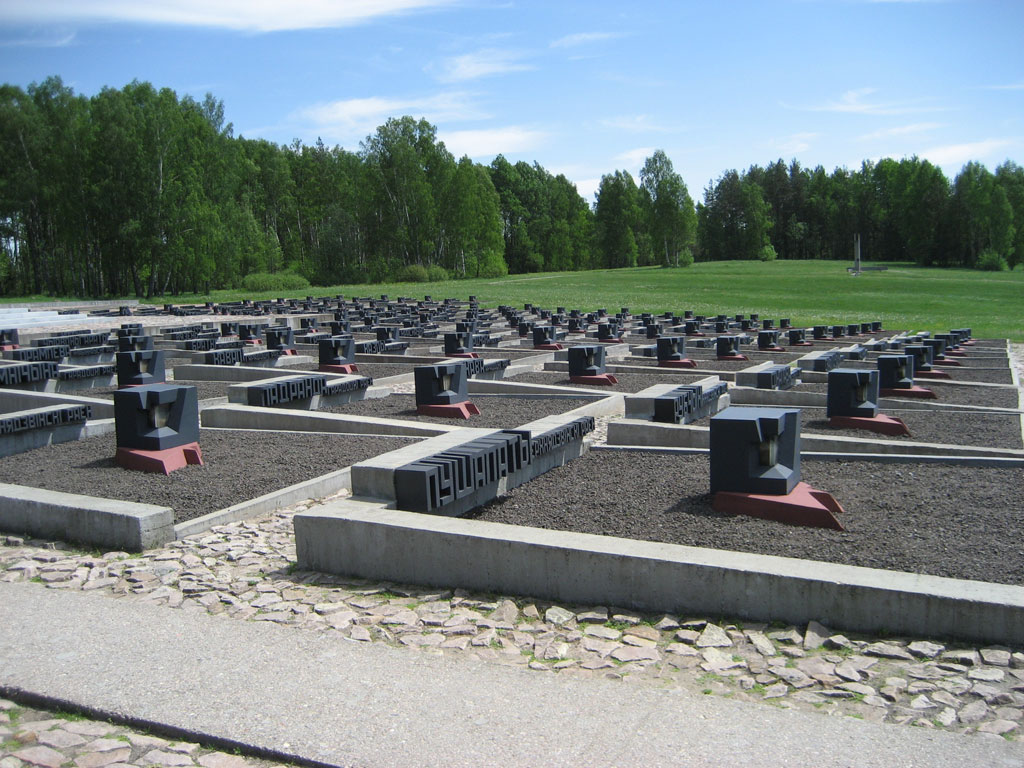
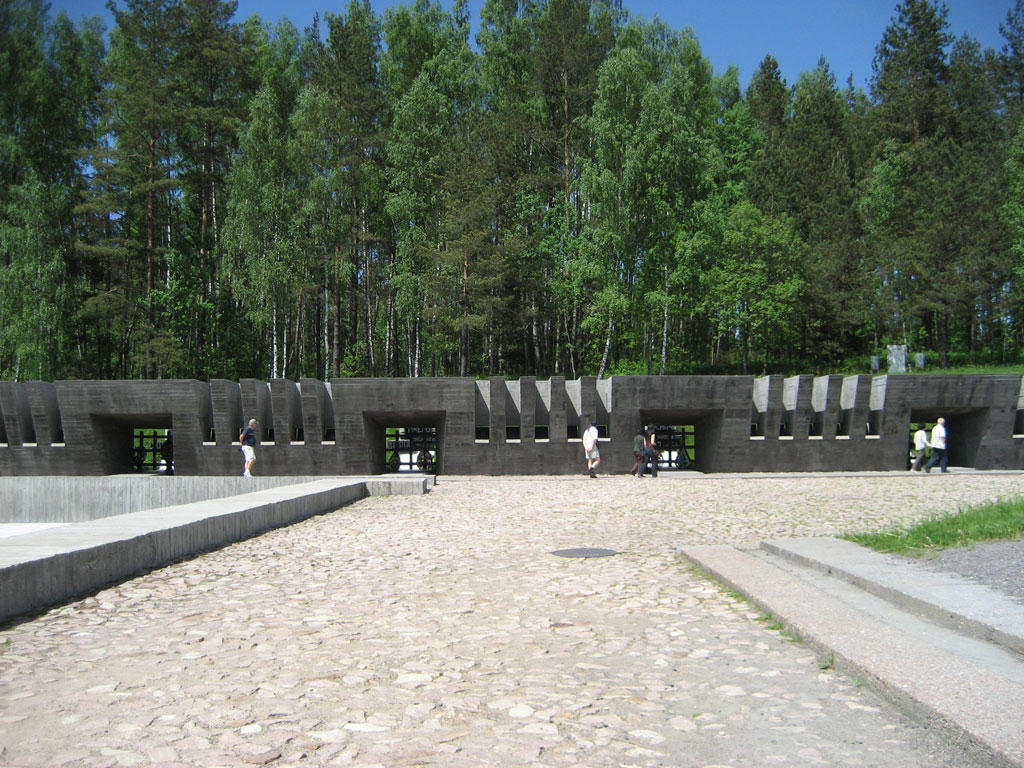
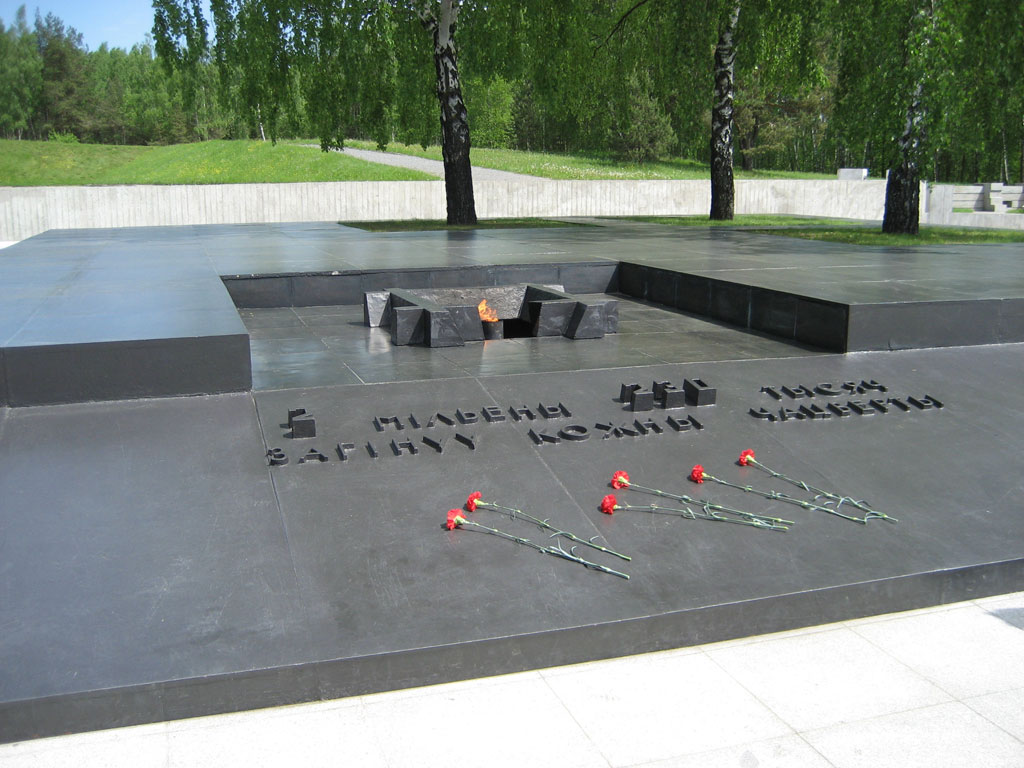

## В культуре
Наша память идёт по лесной партизанской тропе.
Не смогли зарасти эти тропы в народной судьбе.
Боль тех давних годин в каждом сердце живёт и поныне,
В каждой нашей семье с нами малые дети Хатыни.

см. полный текст
- Уничтожение деревни легло в основу романа белорусского писателя Алеся Адамовича «Хатынская повесть». Книга, в свою очередь, послужила сценарной основой для советского кинофильма «Иди и смотри».
- В 1971 году композитором Игорем Лученком была написана песня «Хатынь». Песня прозвучала в исполнении белорусского ВИА «Песняры». В 1975 году Александра Пахмутова и Николай Добронравов написали песню «Белоруссия», во втором куплете которой также есть упоминание о Хатыни.
- Особый взгляд на события в деревне был представлен в книгах белорусской писательницы Елены Кобец-Филимоновой[бел.] — «Жаворонки над Хатынью» (1973) и «Распятая Хатынь» (2005).